# Darren Randolph
Darren Randolph (Bray, Irlanda, 12 de mayo de 1987) es un futbolista irlandés que juega de portero y se encuentra sin equipo tras abandonar el AFC Bournemouth.

## Selección nacional
Ha sido internacional con la selección nacional de fútbol de Irlanda, ha jugado 50 partidos internacionales.

## Clubes
| Club                              | País       | Año       |
| --------------------------------- | ---------- | --------- |
| Charlton Athletic F. C.           | Inglaterra | 2005-2010 |
| Accrington Stanley F. C. (cedido) | Inglaterra | 2005      |
| Gillingham F. C. (cedido)         | Inglaterra | 2006      |
| Bury F. C. (cedido)               | Inglaterra | 2008      |
| Hereford United F. C. (cedido)    | Inglaterra | 2008      |
| Motherwell F. C.                  | Escocia    | 2010-2013 |
| Birmingham City F. C.             | Inglaterra | 2013-2015 |
| West Ham United F. C.             | Inglaterra | 2015-2017 |
| Middlesbrough F. C.               | Inglaterra | 2017-2020 |
| West Ham United F. C.             | Inglaterra | 2020-2023 |
| AFC Bournemouth                   | Inglaterra | 2023-2024 |

## Palmarés

### Campeonatos nacionales
| Título              | Club                     | País       | Año  |
| ------------------- | ------------------------ | ---------- | ---- |
| Conference National | Accrington Stanley F. C. | Inglaterra | 2006 |

### Campeonatos internacionales
| Título                             | Club                  | Sede  | Año  |
| ---------------------------------- | --------------------- | ----- | ---- |
| Liga Europa Conferencia de la UEFA | West Ham United F. C. | Praga | 2023 |

## Vida personal
Darren Randolph mantiene una relación con la cantante Alexandra Burke. En el día de San Valentín de 2022, se hizo público que iba a ser padre. Su hijo nació en julio de ese mismo año.